# Coloracris
Coloracris is een geslacht van rechtvleugeligen uit de familie veldsprinkhanen (Acrididae). De wetenschappelijke naam van dit geslacht is voor het eerst geldig gepubliceerd in 1938 door Willemse.

## Soorten
Het geslacht Coloracris omvat de volgende soorten:
- Coloracris azureus Willemse, 1938
- Coloracris coerulescens Willemse, 1938
- Coloracris marginata Willemse, 1939
- Coloracris rubescens Miller, 1937
- Coloracris striata Willemse, 1939
- Coloracris viridis Willemse, 1938